# Итальянское космическое агентство
Итальянское космическое агентство (ASI: итал. Agenzia Spaziale Italiana) основано в 1988 году с целью развития, координации и реализации космических проектов Италии. Учреждено при Министерстве университетов и научно-технических исследований Италии и представляет интересы страны в Европейском космическом агентстве (ЕКА).
Штаб-квартира агентства находится в Риме. Также имеются два оперативных центра в Матера и Трапани. В структуру агентства входит космодром Сан-Марко, расположенный в территориальных водах Кении, который в настоящее время не эксплуатируется. Годовой бюджет ASI составляет порядка €1 млрд.
Итальянское космическое агентство и его основной субподрядчик, итальянская компания «Alenia Aeronautica» (бывшая «Alenia Spazio», «Alenia Space»), создали или участвовали в создании ряда спутников, межпланетных станций, лёгкой ракеты-носителя Вега и имеют уникальный в Европе опыт изготовления по заказам ЕКА и НАСА герметичных космических модулей: шаттловской станции-лаборатории Спейслэб, модулей Международной космической станции (МКС) «Коламбус», «Гармония», «Спокойствие», «Купол» и запускавшихся на Шаттле герметичные многоцелевые модули снабжения МКС (MPLM) «Леонардо» (затем Герметичный многофункциональный модуль (PMM)), «Рафаэль» и «Донателло».

## Деятельность
- Различные эксперименты в сотрудничестве с НАСА: (TSS-1, LAGEOS II, SAR X, UV-STAR, SRTM…).
- BeppoSAX, орбитальная рентгеновская обсерватория.
- Кассини — Гюйгенс, первый искусственный спутник Сатурна, совместно с НАСА и ЕКА.
- Mars Express, совместно с ЕКА.
- Mars Reconnaissance Orbiter, совместно с НАСА.
- Sicral 1/1B/2, спутники военной связи.
- Swift, регистрация и наблюдение гамма-всплесков.
- AGILE, наблюдение рентгеновского и гамма-излучения.
- COSMO-SkyMed, РСА-спутник.
- LARES, геодезический спутник, планируемый к выводу на новой РН Вега.
- Вега, лёгкая ракета-носитель ЕКА.
- Лаборатория Спейслэб, два герметичных модуля.
- Модули МКС «Коламбус» для ЕКА и «Гармония», «Спокойствие», «Купол» для НАСА.
- Многоцелевые модули снабжения МКС (MPLM) «Леонардо» (затем Герметичный многофункциональный модуль (PMM)), «Рафаэль» и «Донателло».